# Torri Edwards
Torri Mechelle Edwards, ameriška atletinja, * 31. januar 1977, Fontana, Kalifornija, ZDA.
Nastopila je na poletnih olimpijskih igrah v letih 2000 in 2008, leta 2000 je osvojila bronasto medaljo v štafeti 4×100 m, leta 2000 pa osmo mesto v teku na 100 m. Na svetovnih prvenstvih je osvojila zlato in srebrno medaljo v štafeti 4x100 m, zlato medaljo v teku na 100 m in srebrno v teku na 200 m, na svetovnih dvoranskih prvenstvih pa srebrno medaljo v teku na 60 m. Leta 2004 je prejela dvoletno prepoved nastopanja zaradi dopinga.